# Dirceu de Oliveira Medeiros
Dirceu de Oliveira Medeiros (Barroso, 28 de março de 1973) é um prelado brasileiro da Igreja Católica. É o atual   bispo de Camaçari.